# Луч (волны)
Луч — линия, нормальная к волновой поверхности. Под направлением распространения волн понимают направление лучей. Если среда распространения волны однородная и изотропная — лучи прямые; причём, если волна плоская — параллельные прямые.
Понятием луч в физике обычно пользуются только в геометрической оптике и акустике, так как при проявлении эффектов, не изучаемых в данных разделах (например дифракция, дисперсия и т. д.), смысл понятия луч теряется.

## Типы лучей
- Световой луч
- Звуковой луч
- Сейсмический луч